# でこ (声優)
「でこ」（4月23日 - ）は、東京都出身の日本の女優・声優である。2011年に本名の江口 秀子（えぐち ひでこ）から改名した。2010年3月までぷろだくしょんバオバブに所属した。企業向けの音声納品などでも活動する。

## 出演作品

### 改名前

#### テレビアニメ
1998年
- わんぱくデルフィー（バジェニータ／トゥルトゥーガ）

2002年
- パタパタ飛行船の冒険（使用人2）

2004年
- スパイダーマン（グローリー・グラント）※プロフィールでは秘書と表記[1]

#### ゲーム
- REVENGERS Delta2nd（咲守翼役）
- THE ロボットつくろうぜっ! 激闘!ロボットファイト（手塚トオル）[2]

#### 吹き替え
- わんぱくデルフィー
- ウォルト・ディズニーのサンタクローズ3/クリスマス大決戦!
- セイディmyダイアリー 第1シーズン
- ハイスクール・ウルフ

#### 舞台
- チフリン・チマヴイ歌劇団
  - アラビアンナイト?
  - ダジャレー婦人の恋人?
  - ナルシス
  - トランシルヴァニア
  - イワンのばかっ!
  - コンドルは飛んで行く、の?
  - 戯黄門白浪彩画
  - 神々神楽
  - ジャンヌ
- 劇団正義の味方
  - The show must go on!
  - コントライブ夏コレクションーverOー
  - 江戸川トライアル
  - 鬼姫ーおにひめー
  - 七人のギャング達
- 劇団026
  - 蒼天の道
  - SETUKO
- グーフィー&メリーゴーランド
  - GUNG-HO
  - THE SOLTON
- 演劇ユニットまるごと○○○
  - I in Me
  - The show must go on!
- Punplanning
  - ミュージカル 家へ帰ろう
  - ミュージカル インスタントドクター
- CROSS X ROAD（演劇集団やみなべ）
- 親子 お話劇場（脚本・演出：大竹宏）
- アンテナ（演劇工房食いしん坊）
- saund of mistake（伴奏・演出：岡崎亮子）
- ドクター中松物語（HOT CAT COMPANY）
- もはやこれまで? －The time has come?－（演劇民族）
- ギィ・フォワシーのブラックな3作「誘拐」「関節炎」（ギィ・フォワシー・シアター）

#### CD
- 正義の味方 劇団歌（作詞：正義の味方一同、作曲：いまむらなおこ）

### 2012年
- タカラトミーPV（犬）

### 2013年
- PV
  - 8♀1♂＜ハチイチ＞（岩清水ナナ）
  - 天空侵犯（本城ゆり）
  - 特区八犬士（アナウンサー）
  - 高遠少年の事件簿（NA）
- チェリー&ベリー（ベリー／NA）

### 2014年
- 講談社「おともだち」付録DVD チェリー&ベリー（ベリー／NA）
- PV
  - いぬやしき（母／息子）
  - さよならたまちゃん（NA）
  - 累 -かさね-（淵累／西沢イチカ）
  - 池袋スティグレイ（NA）
- ビリオンドッグズ（神埼／一輝の母）

### 2015年
- 講談社「おともだち」付録DVD とっつくくっつく（語り）
- アイシア ペットフード「無添加フリーズドライ」（CMナレーション）
- 株式会社ウェイブ
  - 携帯ゲーム「HalfBlood-境界で揺れる恋」（CMナレーション）
  - 知育アプリ「えっほー」（朗読）
- KOKAKO WORKS 知育アプリ「言葉、覚えたヨ！Moisモイス」（日本語担当）
- Atech Inc. 知育アプリ「さわってあるく！せかいのどうぶつ アフリカへん」（音声ボイス担当）

### その他
- 荒川区CATV「ときめき図書館情報」（2年間ひでこお姉さんとしてレギュラー出演）
- プラネタリウムメガスターの「七夕ランデブー」（すばる役）
- 葛飾区ローカルヒーロー「ゼロング」（専属MC）
- 子供向けのクリスマスショーやピエロでお祭りを盛り上げるなどの活動